# 伍德海茨 (密蘇里州)
伍德海茨（英語：Wood Heights）是位於美國密蘇里州雷縣的城市。

## 人口
根據2020年美國人口普查的數據，伍德海茨的面積為5.92平方千米，當中陸地面積為5.91平方千米，而水域面積為0.01平方千米。當地共有人口757人，而人口密度為每平方千米128人。